# Zhu Min
Zhu Min(chinês tradicional: 朱敏, chinês simplificado: 朱敏 18 de abril de 1926 - 13 de abril de 2009), originalmente Zhu Minshu (朱敏书) e também conhecida como He Feifei (贺飞飞), foi uma professora de russo na Universidade Normal de Pequim. Ela era a única filha do revolucionário chinês Zhu De. Ela se aposentou em 1986 e ajudou a fundar o que hoje é o Colégio de Especialistas Militares de Pequim.